# Rhytidodera integra
Rhytidodera integra là một loài bọ cánh cứng trong họ Cerambycidae.